# DRK-Schwesternschaft Berlin

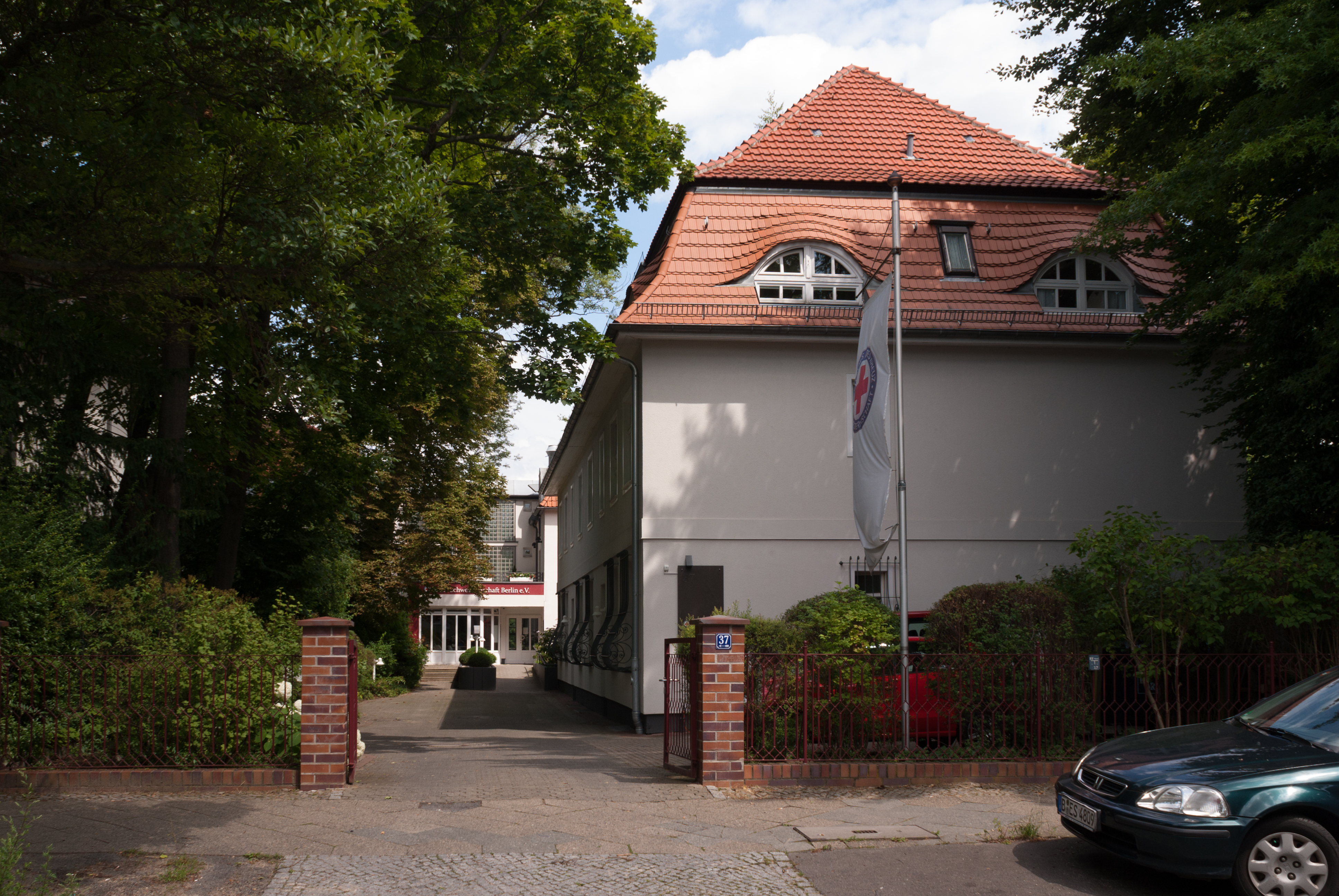
Sitz der DRK-Schwesternschaft in Berlin-Lankwitz

Die Deutsches Rotes Kreuz-Schwesternschaft Berlin e. V. ist ein Zusammenschluss von Frauen, die in der medizinischen Akutversorgung, der Pflege, der Rehabilitation, der Prävention und der Gesundheitsförderung arbeiten. 
Die DRK-Schwesternschaft Berlin ist Mitglied im Verband der Schwesternschaften vom Deutschen Roten Kreuz. Die Schwesternschaft zählt fast 1.100 Mitglieder. Sie ist alleiniger Gesellschafter der DRK Kliniken Berlin. Mit mehr als 3.500 Mitarbeitern gehören diese zu den größten Arbeitgebern der Hauptstadt.

## Organisation und Strukturen
Die DRK-Schwesternschaft Berlin e. V. ist ein gemeinnütziger Verein und demokratisch organisiert. Die Beziehungen zwischen der Schwesternschaft und der Mitgliedsschwester sind in der Satzung und der Mitgliederordnung geregelt. Dort werden die Rechte und Pflichten beschrieben. Das höchste Gremium der DRK-Schwesternschaft Berlin ist die Mitgliederversammlung, die jedes Jahr im Herbst stattfindet. Hier können die stimmberechtigten Mitglieder an Beschlüssen und Entscheidungen der Schwesternschaft mitwirken. Die Mitgliederversammlung wählt die Oberin der Schwesternschaft, den Vorstand und die Schwestern des Beirats. Jedes Mitglied bekommt so die Möglichkeit, selbst mitzubestimmen, mitzuverantworten und mitzuberaten.
Die Vorsitzende, Oberin Doreen Fuhr, leitet in Zusammenarbeit mit den anderen Vorstandsmitgliedern die DRK-Schwesternschaft Berlin. Der Vorstand legt den Mitgliedern auf der Mitgliederversammlung Rechenschaftsbericht und Wirtschaftsplan zur Abstimmung vor. Der Beirat als weiteres Gremium der DRK-Schwesternschaft informiert und betreut die Mitglieder.

## Einrichtungen
Die DRK-Schwesternschaft Berlin ist Träger und alleiniger Gesellschafter der Deutsches Rotes Kreuz Schwesternschaft Berlin Gemeinnützige Krankenhaus GmbH. Diese betreibt die Einrichtungen:
- DRK Kliniken Berlin Westend, Berlin-Westend
- DRK Kliniken Berlin Mitte, Berlin-Gesundbrunnen
- DRK Kliniken Berlin Köpenick, Berlin-Köpenick
- DRK Kliniken Berlin Wiegmann Klinik, Berlin-Westend
- DRK Kliniken Berlin Pflege und Wohnen Mariendorf, Berlin-Mariendorf
- DRK Kliniken Berlin Hospiz Köpenick,
- biz Bildungszentrum für Pflegeberufe der DRK-Schwesternschaft Berlin, Berlin-Westend

## Pflegeverständnis
Unter dem Leitgedanken des Roten Kreuzes streben die Mitglieder der DRK-Schwesternschaft Berlin e. V. nach eigenem Verständnis die optimale, professionelle pflegerische Versorgung der Patienten und Bewohner an. Professionell pflegen bedeutet, Verantwortung zu übernehmen, die Würde des Menschen zu achten und menschliches Leid zu lindern. 
Alle Patienten sollen in ihrer krankheitsbedingten körperlichen, psychosozialen und individuellen Situation angenommen und respektiert werden. Die Traditionen der DRK-Schwesternschaft Berlin e. V. und die berufsethischen Grundsätze der Schwesternschaften vom Deutschen Roten Kreuz sollen dabei die Basis der Arbeit sein. Dabei würden die Mitglieder entsprechend ihren Kompetenzen und Fähigkeiten geschult und eingesetzt.

## Geschichte
Hedwig Gräfin Rittberg gründete 1875 einen Hilfs-Schwestern-Verein, aus dem später dann der Gräfin Rittberg-Schwestern-Verein vom Roten Kreuz wurde – die erste Rot-Kreuz-Schwesternschaft in Berlin. 
Wenige Jahre danach gab es in der Stadt weitere Schwesternschaften wie die Schwesternschaft Märkisches Haus, die Schwesternschaft Paulinenhaus, die Luisen-Cecilien-Schwesternschaft und die Schwesternschaft Weißensee. Basis der täglichen Arbeit aller Berliner Schwesternschaften waren die humanitären Grundsätze des Deutschen Roten Kreuzes: weltanschauliche, politische und religiöse Neutralität zu wahren wie auch die Würde und Individualität eines jeden Einzelnen zu respektieren.
Das Ideal der Schwesternschaften sah vor, mit Gleichgesinnten in einer Gemeinschaft professionelle Pflege und Betreuung zu leisten. Nur so sahen sie damals eine Möglichkeit, die von ihnen oft als katastrophal wahrgenommenen Missstände in der Krankenpflege zu beheben. Die Qualität und die Professionalität in der Krankenpflege sollten gesteigert werden. Die Schwesternschaften wollten für eine bessere Ausbildung ihrer Nachwuchskräfte sorgen und kämpften für die Anerkennung ihres Berufes. 
Sich gegenseitig zu unterstützen, um die eigene Zukunft abzusichern, war ein weiteres wichtiges Anliegen der Rot-Kreuz-Schwestern. Für das Leben in einer Gemeinschaft verzichteten sie auf die Gründung einer eigenen Familie; und je weniger sie sich Sorgen um ihre Existenz machen mussten, desto mehr konnten sie sich eben den ihnen anvertrauten Menschen widmen. 
Die DRK-Schwesternschaft Berlin e. V. ist im Frühjahr 1975 aus dem Zusammenschluss der fünf oben genannten eigenständigen Organisationen hervorgegangen – genau einhundert Jahre nach 
Entstehen der ersten Berliner Rot-Kreuz-Schwesternschaft.

## Ruhestätte der Schwesternschaft des Paulinenhauses
Die gemeinschaftliche Ruhestätte der Schwesternschaft des Paulinenhauses vom Roten Kreuz Charlottenburg befindet sich im Block Epiphanien, Gartenblock I auf dem Südwestfriedhof Stahnsdorf.

## Oberinnen der DRK-Schwesternschaft Berlin e.V. (seit 1975)
- 1975 bis 1988: Christa Rohr
- 1988 bis 1996: Renate Lawrenz
- 1996 bis 2012: Heidi Schäfer-Frischmann
- seit 2012: Doreen Fuhr